# Karel Rakouský
Karel Rakouský (německy: Karl von Österreich, Markgraf con Burgau; 22. listopadu 1560, Křivoklát – 31. října 1618, Überlingen u Bodamského jezera) byl rakouský šlechtic, markrabě z Burgau, hrabě nellenburský a hohenberský, vnuk císaře Ferdinanda I. Habsburského.

## Život

### Původ a mládí
Byl druhým synem arcivévody Ferdinanda II. Tyrolského a jeho první ženy Filipíny Welserové. Jelikož bylo manželství rodičů morganatické, neměl Karel nárok na titul arcivévody ani na tyrolské hrabství svého otce, které po Ferdinandově smrti přešlo na hlavní linii rodu. Jaho kmotrem byl český šlechtic Ladislav ze Šternberka, jehož manželka Kateřina z Lokšan (1530–1590) byla tetou Filipíny Welserové
Do roku 1564 žil s rodiči a bratrem Ondřejem na Křivoklátě a poté v tyrolském zámku Ambras. Vychovatelem obou bratrů se stal hofmistr Ernest von Rauchenberg. I když se Ferdinand pokusil získat pro svého syna titul velmistra Řádu německých rytířů, stal se Karel nakonec vojákem.

### Vojenská kariéra
Bojoval pod španělským velením a roku 1587 se vypracoval na plukovníka. Později se jako velitel zúčastnil bojů v Nizozemí a po roce 1592 velel vojsku v Uhrách proti Osmanům. Od roku 1594 byl polním maršálem. O tří roky později pomáhal při obléhání uherského Győru.

### Sklonek života
Od roku 1607 žil v Günzburgu. Podle Karlových návrhů byla přestavěna rezidence Günzbach a roku 1616 zde nechal založit klášter kapucínů. V roce 1613 se stal členem Ligy katolických stavů. Svůj majetek před smrtí rozdělil mezi svou ženu, své děti a syna po bratru Ondřejovi. Zámek Ambras přešel po jeho smrti na císaře Rudolfa II. Karlovy ostatky byly uloženy roku 1619 v günzburském kostele kláštera kapucínů. Roku 1821 však byly převezeny do tamního farního kostela sv. Martina.

## Manželství a potomci
Po několika nezdařilých sňatkových pokusech se roku 1601 oženil se svou sestřenicí Sibylou, dcerou vévody z Jülichu-Kleve-Bergu Viléma Bohatého a habsburkovny Marie. Manželství zůstalo bezdětné.
Se svou milenkou Elizou Ferrariovou měl Karel dceru:
- Anna Alžběta (1588–1621)

S neznámou ženou měl dva syny, kteří nosili přídomek von Hohenberg:
- Karel, pán z Erbachu
- Ferdinand, pán z Hohenbergu